# Scaramuccia Trivulzio

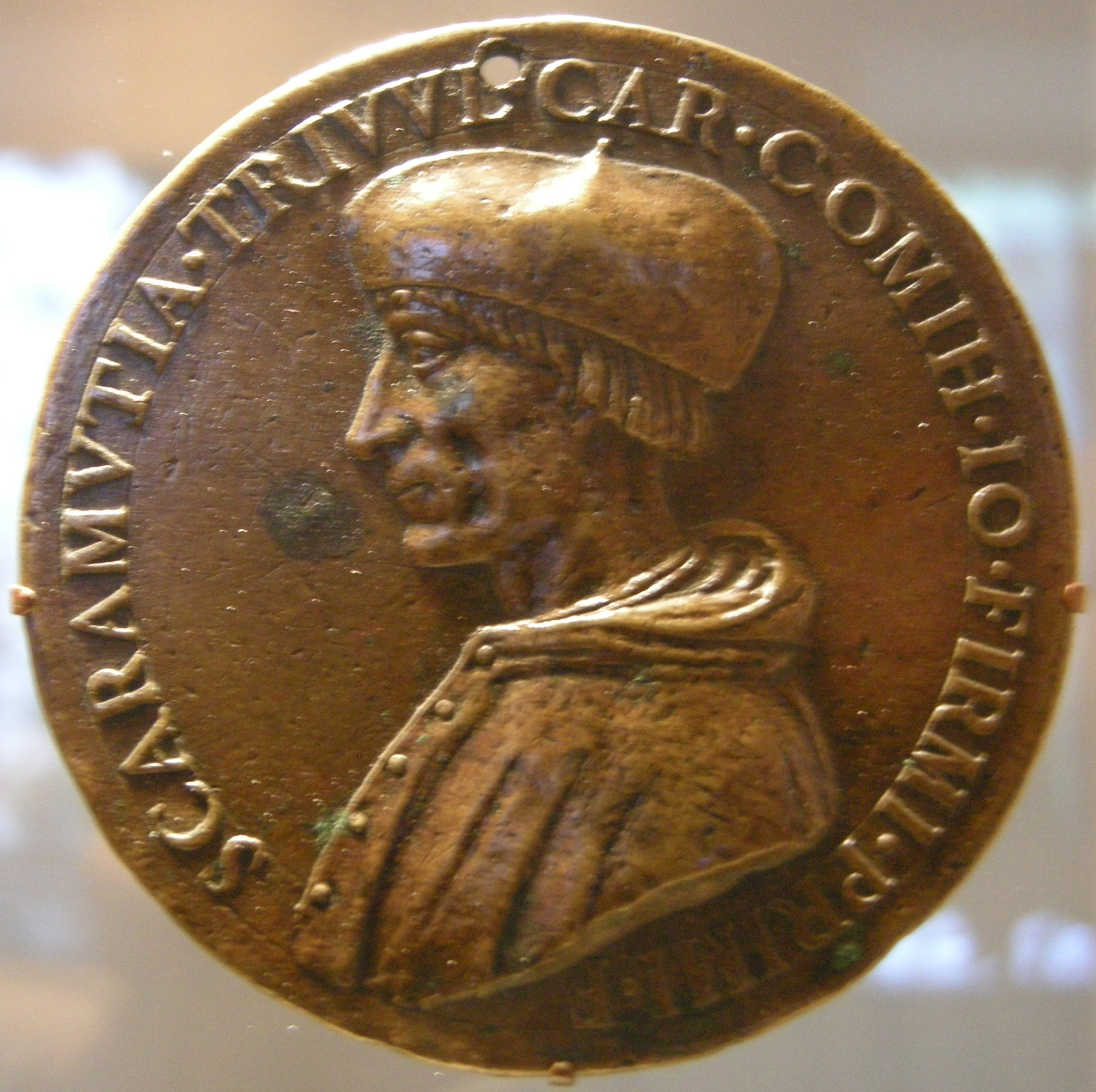
Scaramuccia Kardinal Trivulzio auf einer zeitgenöss. Münze

Scaramuccia Trivulzio, auch Scaramuccia Trivulce oder Scaramuzza Trivulzio (* um 1465 in Mailand; † 3. August 1527 in Lonato del Garda, Lombardei) war ein italienischer Kardinal der Römischen Kirche. Er war von 1508 bis zu seinem Tode Bischof von Como.

## Leben
Er war der Sohn des Mailänder Senators Gianfermo Trivulzio und dessen Ehefrau Margherita Valperga; Verwandte waren die Kardinäle Agostino Trivulzio, Antonio Trivulzio der Ältere und Antonio Trivulzio der Jüngere. Ein später lebender Kardinal aus derselben Familie war Giangiacomo Teodoro Trivulzio.

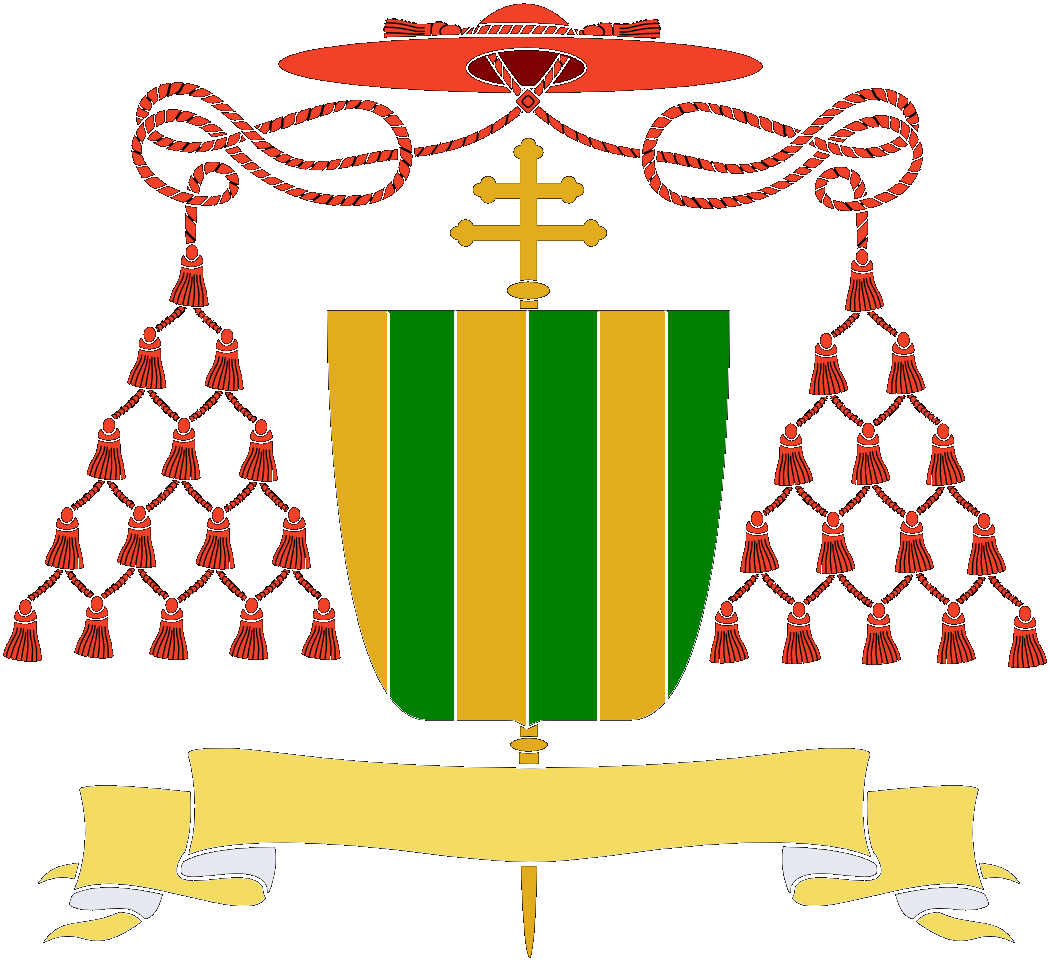
Wappen der Kardinäle des Hauses Trivulzio

Nach einem Studium der Rechte an der Universität Pavia wurde er zum Doctor iuris utriusque promoviert und war ab 1489 Mitglied des Mailänder Juristenkollegiums (Collegio dei Giurisconsulti). Ab 1491 war er Lektor für Zivilrecht an der Universität Pavia sowie Senator und Berater des französischen Königs Ludwig XII.
Trivulzio wurde am 14. April 1508 zum Bischof von Como erwählt. Er widersprach dem Conciliabulum von Pisa, das sich gegen Papst Julius II. richtete. Als Assessor nahm er am V. Laterankonzil teil. Zum Dank für seine Bemühungen um eine Versöhnung zwischen dem französischen König und dem Papst wurde Trivulzio von Leo X. am 1. Juli 1517 zum Kardinalpriester ernannt und erhielt am 6. Juli desselben Jahres San Ciriaco alle Terme als Titelkirche. 1518 verzichtete er zugunsten seines Bruders Antonio, Bischof von Asti, auf das Bistum Como, das er dennoch weiterhin verwaltete, und erhielt 1519 als Administrator das Bistum Piacenza, wo er 1525 seinen Neffen Cesare Trivulzio als Verwalter einsetzte. Er nahm am Konklave 1521–1522 teil, das Hadrian VI. zum Papst wählte. Auch beim Konklave 1523, aus dem Clemens VII. als Papst hervorging, war er unter den Teilnehmern.
Als Förderer der Wissenschaften und Künste wurde er von König Franz I. von Frankreich, der ihn 1527 mit der Verwaltung des Bistums Vienne betraute, zum Protektor der französischen Nation bei der römischen Kurie ernannt. Vom 12. Januar 1526 bis zum 11. Januar 1527 amtierte er als Kämmerer des Heiligen Kardinalskollegiums.
Scaramuccia Trivulzio starb am 3. August 1527 in der Abtei Maguzzano auf dem Weg nach Mailand und wurde in ebendiesem Kloster bestattet.